# Grover Reid
Grover Reid, detto Raz (Greenville, 27 agosto 1951), è un ex tennista statunitense.
È sposato con Kerry Reid, anch'ella ex tennista.

## Carriera
In carriera ha vinto due titoli di doppio, il Tennis South Invitational nel 1974, in coppia con il connazionale Fred McNair, e il South Australian Open sempre nello stesso anno, in coppia con l'australiano Allan Stone. Nei tornei del Grande Slam ha ottenuto il suo miglior risultato raggiungendo i quarti di finale di doppio misto a Wimbledon nel 1977, in coppia con sua moglie Kerry.

## Statistiche

### Doppio

#### Vittorie (2)
| Numero | Anno            | Torneo                             | Superficie | Compagno    | Avversari in finale       | Punteggio     |
| 1.     | 30 marzo 1974   | Tennis South Invitational, Jackson | Sintetico  | Fred McNair | Byron Bertram John Feaver | 3-6, 6-3, 6-3 |
| 2.     | 3 novembre 1974 | South Australian Open, Adelaide    | Erba       | Allan Stone | Mike Estep Paul Kronk     | 7-6, 6-4      |